# Montargis (quận)
Quận Montargis là một quận của Pháp, nằm ở tỉnh Loiret, ở vùng Centre-Val de Loire. Quận này có 12 tổng và 126 xã.

## Các đơn vị hành chính

### Các tổng
Các tổng của quận Montargis là: 
1. Amilly
2. Bellegarde
3. Briare
4. Châlette-sur-Loing
5. Château-Renard
6. Châtillon-Coligny
7. Châtillon-sur-Loire
8. Courtenay
9. Ferrières-en-Gâtinais
10. Gien
11. Lorris
12. Montargis

### Các xã
Các xã của quận Montargis, và mã INSEE là: 
| 1. Adon (45001)                        | 2. Aillant-sur-Milleron (45002)          | 3. Amilly (45004)                       | 4. Autry-le-Châtel (45016)              |
| 5. Auvilliers-en-Gâtinais (45017)      | 6. Batilly-en-Puisaye (45023)            | 7. Bazoches-sur-le-Betz (45026)         | 8. Beauchamps-sur-Huillard (45027)      |
| 9. Beaulieu-sur-Loire (45029)          | 10. Bellegarde (45031)                   | 11. Boismorand (45036)                  | 12. Bonny-sur-Loire (45040)             |
| 13. Breteau (45052)                    | 14. Briare (45053)                       | 15. Cepoy (45061)                       | 16. Cernoy-en-Berry (45064)             |
| 17. Chailly-en-Gâtinais (45066)        | 18. Champoulet (45070)                   | 19. Chantecoq (45073)                   | 20. Chapelon (45078)                    |
| 21. Chevannes (45091)                  | 22. Chevillon-sur-Huillard (45092)       | 23. Chevry-sous-le-Bignon (45094)       | 24. Chuelles (45097)                    |
| 25. Châlette-sur-Loing (45068)         | 26. Château-Renard (45083)               | 27. Châtillon-Coligny (45085)           | 28. Châtillon-sur-Loire (45087)         |
| 29. Conflans-sur-Loing (45102)         | 30. Corbeilles (45103)                   | 31. Corquilleroy (45104)                | 32. Cortrat (45105)                     |
| 33. Coudroy (45107)                    | 34. Coullons (45108)                     | 35. Courtemaux (45113)                  | 36. Courtempierre (45114)               |
| 37. Courtenay (45115)                  | 38. Dammarie-en-Puisaye (45120)          | 39. Dammarie-sur-Loing (45121)          | 40. Dordives (45127)                    |
| 41. Douchy (45129)                     | 42. Ervauville (45136)                   | 43. Escrignelles (45138)                | 44. Faverelles (45141)                  |
| 45. Feins-en-Gâtinais (45143)          | 46. Ferrières-en-Gâtinais (45145)        | 47. Fontenay-sur-Loing (45148)          | 48. Foucherolles (45149)                |
| 49. Fréville-du-Gâtinais (45150)       | 50. Gien (45155)                         | 51. Girolles (45156)                    | 52. Gondreville (45158)                 |
| 53. Griselles (45161)                  | 54. Gy-les-Nonains (45165)               | 55. La Bussière (45060)                 | 56. La Chapelle-Saint-Sépulcre (45076)  |
| 57. La Chapelle-sur-Aveyron (45077)    | 58. La Cour-Marigny (45112)              | 59. La Selle-en-Hermoy (45306)          | 60. La Selle-sur-le-Bied (45307)        |
| 61. Ladon (45178)                      | 62. Langesse (45180)                     | 63. Le Bignon-Mirabeau (45032)          | 64. Le Charme (45079)                   |
| 65. Le Moulinet-sur-Solin (45218)      | 66. Les Choux (45096)                    | 67. Lombreuil (45185)                   | 68. Lorris (45187)                      |
| 69. Louzouer (45189)                   | 70. Melleroy (45199)                     | 71. Mignerette (45207)                  | 72. Mignères (45206)                    |
| 73. Montargis (45208)                  | 74. Montbouy (45210)                     | 75. Montcorbon (45211)                  | 76. Montcresson (45212)                 |
| 77. Montereau (45213)                  | 78. Mormant-sur-Vernisson (45216)        | 79. Moulon (45219)                      | 80. Mérinville (45201)                  |
| 81. Mézières-en-Gâtinais (45205)       | 82. Nargis (45222)                       | 83. Nesploy (45223)                     | 84. Nevoy (45227)                       |
| 85. Nogent-sur-Vernisson (45229)       | 86. Noyers (45230)                       | 87. Ousson-sur-Loire (45238)            | 88. Oussoy-en-Gâtinais (45239)          |
| 89. Ouzouer-des-Champs (45242)         | 90. Ouzouer-sous-Bellegarde (45243)      | 91. Ouzouer-sur-Trézée (45245)          | 92. Pannes (45247)                      |
| 93. Paucourt (45249)                   | 94. Pers-en-Gâtinais (45250)             | 95. Pierrefitte-ès-Bois (45251)         | 96. Poilly-lez-Gien (45254)             |
| 97. Presnoy (45256)                    | 98. Pressigny-les-Pins (45257)           | 99. Préfontaines (45255)                | 100. Quiers-sur-Bézonde (45259)         |
| 101. Rozoy-le-Vieil (45265)            | 102. Saint-Brisson-sur-Loire (45271)     | 103. Saint-Firmin-des-Bois (45275)      | 104. Saint-Firmin-sur-Loire (45276)     |
| 105. Saint-Germain-des-Prés (45279)    | 106. Saint-Gondon (45280)                | 107. Saint-Hilaire-les-Andrésis (45281) | 108. Saint-Hilaire-sur-Puiseaux (45283) |
| 109. Saint-Loup-de-Gonois (45287)      | 110. Saint-Martin-sur-Ocre (45291)       | 111. Saint-Maurice-sur-Aveyron (45292)  | 112. Saint-Maurice-sur-Fessard (45293)  |
| 113. Sainte-Geneviève-des-Bois (45278) | 114. Sceaux-du-Gâtinais (45303)          | 115. Solterre (45312)                   | 116. Thimory (45321)                    |
| 117. Thorailles (45322)                | 118. Thou (45323)                        | 119. Treilles-en-Gâtinais (45328)       | 120. Triguères (45329)                  |
| 121. Varennes-Changy (45332)           | 122. Vieilles-Maisons-sur-Joudry (45334) | 123. Villemandeur (45338)               | 124. Villemoutiers (45339)              |
| 125. Villevoques (45343)               | 126. Vimory (45345)                      |                                         |                                         |